# Сант-Антоніо-ді-Галлура
Сант-Антоніо-ді-Галлура, Сант'Антоніо-ді-Ґаллура (італ. Sant'Antonio di Gallura, сард. Sant'Antoni de Calanzanus) — муніципалітет в Італії, у регіоні Сардинія, провінція Сассарі. До 2016 року муніципалітет належав до провінції Ольбія-Темпіо.
Сант-Антоніо-ді-Галлура розташований на відстані близько 290 км на захід від Рима, 200 км на північ від Кальярі, 20 км на північний захід від Ольбії, 21 км на північний схід від Темпіо-Паузанії.
Населення — 1546 осіб (2014).

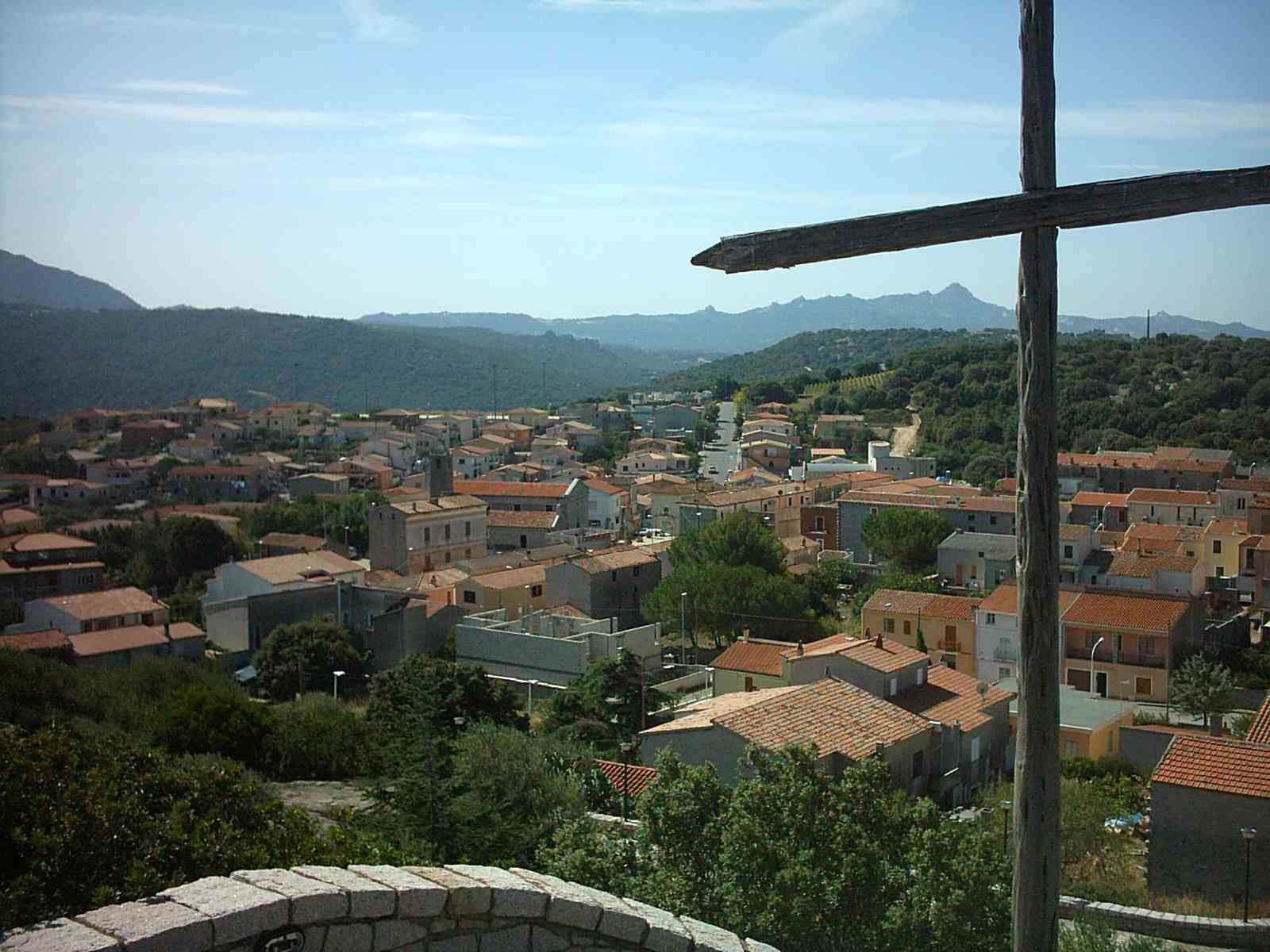

Щорічний фестиваль відбувається 17 січня. Покровитель — San Antonio Abate.

## Демографія
Населення за роками:

Станом на 1 січня 2023 року в муніципалітеті офіційно проживали 94 іноземці з 18 країн, серед них 54 громадяни країн Євросоюзу.

## Сусідні муніципалітети
- Арцакена
- Каланджанус
- Лурас
- Ольбія
- Тельті